# Goddess of Victory: Nikke
Goddess of Victory: Nikke est un jeu de tir à la troisième personne action-RPG développé par Shift Up et édité par Level Infinite. Le développement de Nikke a commencé dès 2017, et il est sorti pour Android et Apple en 2022, et Windows en 2023. Le système de combat basé sur action s'articule autour d'un changement rapide de personnage et de l'utilisation de compétences de combat dans un environnement de style anime. Le jeu est free-to-play et propose un système jeu de gacha, à travers lequel les achats intégrés sont utilisés comme méthode de monétisation. Il a rapporté plus de 70 million de dollars américains au cours de son premier mois de sortie.

## Trame
Goddess of Victory:Nikke se déroule dans un futur post-apocalyptique où la surface de la Terre a été renversée par des extraterrestres mécaniques. Les humains survivants ont fui sous terre et ont produit des soldats artificiels appelés Nikkes. L'histoire suit un commandant et son escouade de Nikkes qui espèrent reconquérir la surface.

## Système de jeu
Goddess of Victory: Nikke est un jeu vidéo de rôle dans lequel le joueur contrôle jusqu'à cinq personnages interchangeables (Nikkes) qui sont répartis en ligne face à un champ de bataille et positionnés derrière un objet défensif. Un tireur à la troisième personne, le joueur vise un réticule pour tirer sur les ennemis et se met à couvert pour recharger - ce qui se produit automatiquement lorsqu'un personnage est à court de munitions - lui permettant de planifier stratégiquement ses attaques. Chaque Nikke brandit sa propre arme à feu et possède l'un des cinq éléments possibles qui déterminent les forces et les faiblesses lors de l'attaque des ennemis. Les personnages ont chacun trois compétences de combat uniques : deux compétences normales et une compétence Burst, cette dernière est chacune affectée d'une valeur numérique allant jusqu'à trois et nécessite que les utilisateurs accumulent suffisamment de coût, pouvant être amassé en endommageant les ennemis, avant d'activer le Burst initial - compétences suivantes peut être activé immédiatement et un mode Full Burst temporaire est activé lors du déclenchement de la compétence finale, ce qui augmente considérablement la puissance d'attaque de tous les alliés.

## Développement
Le jeu est développé par le studio sud-coréen Shift Up.

## Accueil
Après un mois de vente, le jeu s'est écoulé avec un total de 4 millions de téléchargements et 70 millions de dollars de revenus selon les statistiques de Sensortower.